# フィン人
フィン人／スオミ人（フィンランド語: suomalaiset）は、北ヨーロッパに居住する民族の一つ。居住域は「フィンランド」と呼ばれ、現在のこの地域にはフィンランド共和国がある。フィンランド国民（フィンランド人）を構成する主要な民族である。

## 言語
フィン人は主にフィンランド語を話す。この言語はヨーロッパの他の民族の言語がインド・ヨーロッパ語族に属するのに対して、ウラル語族である。周辺のウラル語族の言語とはエストニア湾を挟んで南にエストニア語、北でサーミ語と隣接するが、バルト・フィン諸語に属すエストニア語とは通訳なしで通じることもあるのに比べて、サーミ語とは全くと言っていいほど言葉が通じない。

## 起源
フィン人は、身体的形質こそエストニア人、サーミ人同様に金髪碧眼が多いスカンジナビア人種のコーカソイドに属しているが、言語的にはルーツが明らかに異なる。
遺伝学的には母系のミトコンドリアDNAはヨーロッパの民族にみられるハプログループH、U、J、Tが多いが、古いヨーロッパの民族のミトコンドリアDNAを多く保有しているとされる。一方、父系とされるY染色体ハプログループは北アジアのウラル人種を含む北部モンゴロイドに広範にみられる系統のハプログループN (Y染色体)が中頻度であり、このハプログループN系統は東アジア北部で生まれ、シベリアを経由しヨーロッパまで分布を広げていったとされる（N系列は遼河文明人からも発見される）。フィン人のY染色体ハプログループの割合はN1a1 (61%), I (29%), R1a (5%) , R1b (3.5%)である。
フィン人およびエストニア人の祖先は約5000年前に現在のエストニアあたりに到着したと主張されている。フィン・ウゴル系民族に特徴的な櫛目文土器が紀元前4000年頃からバルト海沿岸に現れることともおおむね整合的である。一方、最近のいくつかの言語学的推定によれば、おそらくフィン・ウゴル語派がかなり後の初期青銅器時代（紀元前約1800年頃）の間においてバルト海周辺へとたどり着いたことを示唆している。

## 歴史
紀元前3000年ごろから定住し、古代ローマの歴史家タキトゥスの記録に登場するため、2000年以上前には歴史に登場したと思われる。タキトゥスの記述した「フェンニ」がフィン人の語源になったことは間違いないが、フェンニが古代フィン人のことを指していたかどうかは詳らかではない。もし違うのなら、「フェンニ」の誤用が現在の名称のもとになったということになる。
彼らの起源はイングリアが有力で、民族叙事詩「カレワラ」に詳しい。冷涼の土地に定着したのに関してフィンランド人の間では「『ウラル語族』のなかの愚かな人々がうっかり定住するところを間違えたのがわれわれフィンランド人だ（それに対し賢かったのはハンガリー人（マジャル人））」と自嘲気味に語られることがある。
フィン人は人口が少なく、古代には自然崇拝に基づいた、スオミ人、ハミ人、カレリア人などの三部族に分かれての生活を送ってきた。しかし、その三部族の部族内でさえバラバラで、そのため統一国家樹立を実現する前に、ノルマン人のスウェーデン人による北方十字軍の征服を受け、キリスト教化しヨーロッパ世界に組み込まれた。スウェーデンによる支配は長く続き、宗教や文化などで強い影響を受けている。その後19世紀にはスラブ人のロシア帝国の支配を受けると、ようやく民族主義が高まり、帝政ロシア崩壊直後の1918年にはフィンランド共和国を樹立した。しかし第二次世界大戦の直前には、ロシアの版図を引き継いだソビエト連邦の侵攻を受けた。絶望的な戦力差にもかかわらず、冬戦争・継続戦争での善戦もあって領土の一部を割譲しつつも独立を維持したが、ナチス・ドイツと提携していたこともあって戦後は敗戦国の地位に甘んじることになった。国際連合の常任理事国となったソ連から賠償金を請求されたほか、かろうじて非共産圏にとどまったものの、後世にフィンランド化と揶揄されるほどの親ソ政策・対ソ宥和外交を余儀なくされることになる。

## 居住域
- ほとんどが現在のフィンランド共和国に居住している。一部がスウェーデンとノルウェーおよびロシアのカレリア地方に居住している（ロシア領内の住民は「カレリア人」とも呼ばれる）。
- スウェーデンとノルウェーまたはカレリア地方にいたフィン人が職を求めて、フィンランドに移住する人々も多い（フィンランドもスウェーデン系またはノルウェー系フィンランド人の人々がいる）。
- アメリカ合衆国のミシガン州にある各郡にフィンランド系の移住者の最大グループが在住する（フィンランド系アメリカ人）。